# 摂丹鉄道
摂丹鉄道（せつたんてつどう）は、摂津地域と丹波地域とを結ぶことを目指した鉄道計画である。異なる発起人により3つの異なる計画が摂丹鉄道として立案されたが、そのいずれも実現することはなかった。

## 小西壮二郎による計画
川辺馬車鉄道（後の摂津鉄道）を設立した小西壮二郎ら30名が発起人となり、1889年（明治22年）4月29日に設立された。川辺馬車鉄道の計画を延伸する形で、当時、京都府第二の都市で、軍港として発展が見込める舞鶴へ至る鉄道敷設を目的とした。摂丹鉄道のほかにも、京鶴鉄道（京都－舞鶴）、舞鶴鉄道（大阪－園部－舞鶴）、舞鶴鉄道（大阪－綾部－舞鶴）、南北鉄道（加古川－舞鶴）、播丹鉄道（姫路－生野－舞鶴）の5つの民営鉄道が舞鶴への鉄道敷設に名乗りをあげており、積極的な免許許可運動が展開された。
しかし、いずれの計画も採算困難であると予想され、また複数路線の並立で共倒れになると考えられたためいずれの路線も却下された。なお、摂丹鉄道が却下されると、小西らは再び川辺馬車鉄道を推進しており、摂丹鉄道の基本構想は後の阪鶴鉄道に引き継がれている。

## 弘世助三郎による計画
日本における鉄道黎明期であった1800年代末、京都府第二の都市で日本海側では有数の都市であった舞鶴への鉄道敷設が急務となった。1892年（明治25年）公布の鉄道敷設法の敷設予定路線として、京都府京都市から舞鶴へ至る路線と、兵庫県加古郡（土山付近）から舞鶴へ至る路線の2案が挙げられていた一方、摂津鉄道はその路線を延伸する形で大阪府大阪市と舞鶴とを結ぶことを計画し、1893年（明治26年）8月に兵庫、大阪の財界が中心となって阪鶴鉄道を設立した。しかし、阪鶴鉄道から土山へ支線をつくられてしまうと物資輸送の主導権を神戸に握られてしまうと考えた大阪府会や大阪市会が阪鶴鉄道に反発し、大阪財界を説得して二代目摂丹鉄道を設立した。
この鉄道計画の特徴は、能勢地方、園部、綾部を経由し、大阪からほぼ一直線に舞鶴（新舞鶴）に到着するルートをとったことである。京都鉄道（京都財界が推進）・阪鶴鉄道は、低コストであるが舞鶴にはやや遠回りとなるルートをとっていたため、摂丹鉄道は舞鶴へ最短で結べる点が評価された。しかし1895年（明治28年）、京都方面から舞鶴を目指す京都鉄道にその免許が下り、また大阪方面からは阪鶴鉄道に免許が下りたため、その目的を失った会社は解散を余儀なくされた。

### 年表
- 1893年（明治26年） - 設立。京都、大阪、兵庫で貴族院を巻き込んだ設置誘致合戦になる。
- 1895年（明治28年） - 京都鉄道に仮免許が下りたため解散。

## 太田雪松による計画
太田雪松は、社内の混乱により路線を開業させることもままならなかった能勢電気軌道（現在の能勢電鉄）を立て直し、1913年（大正2年）に能勢口駅（現在の川西能勢口駅） - 一の鳥居駅間を開業させた。その前年には本来の目的地である吉川（妙見口駅）までの延長線を出願したが、太田はこれと並んで吉川と山陰本線亀岡駅とを結ぶ軽便鉄道である三代目摂丹鉄道も出願していた。これが実現すれば能勢電軌（能勢電鉄妙見線）は陰陽連絡線としての役割も担うことになり、能勢電軌の付加価値を一層高めることが期待された。さらには大阪 - 湯の花 - 亀岡、大阪 - 湯の花 - 篠山を結ぶ構想もあり、湯の花温泉はターミナル駅となる構想だった。
太田は能勢電軌の破産により会社を追われ、摂丹鉄道の専務取締役に就いたが、ここでも財政の乱れと株主同士の対立に悩まされた。1918年（大正7年）には規模を縮小のうえ妙見鉄道に改称したが、その翌年には免許を返上した。

### 年表
- 1912年（明治45年）6月14日[5] - 摂丹鉄道株式会社の設立を申請[2]。
- 1913年（大正2年）1月10日 - 軽便鉄道免許状下付（南桑田郡亀岡町-豊能郡吉川村間）[6]。
- 1914年（大正3年）7月11日 - 設立登記[7]
- 1915年（大正4年）8月18日 - 路線を亀岡-東郷間に変更の件認可[8]
- 1915年（大正4年）10月15日 - 工事着工するも資金不足によりまもなく工事中断[9]
- 1918年（大正7年）妙見鉄道に改称[4]。
- 1919年（大正8年）3月24日 - 軽便鉄道免許状返納[10]。
- 1919年（大正8年）3月 - 会社解散[4]。